# A Compilation of Scott Weiland Cover Songs
A Compilation of Scott Weiland Cover Songs è un album tributo del cantante statunitense Scott Weiland, pubblicato il 30 agosto 2011.

## Descrizione
L'album consiste interamente di cover di artisti che hanno ispirato Weiland, come David Bowie, The Beatles, The Rolling Stones, e The Smiths. L'album è stato originariamente distribuito insieme al memoir di Weiland "Not Dead & Not for Sale", ma Weiland ha deciso in seguito di pubblicare l'album da solo esclusivamente in formato digitale.
La cover dei Beatles Revolution è in realtà una registrazione degli Stone Temple Pilots che è stata originariamente pubblicata come singolo nel 2001, in ricordo dell'11 settembre, con i cui proventi che andavano ad fondo dedicato alle vittime delle Twin Towers.
I brani Reel Around the Fountain e Fame, invece, apparvero originariamente nell'album di Weiland del 2008 "Happy" in Galoshes.

## Tracce
1. I Am the Resurrection – 5:54 (Ian Brown, John Squire) – The Stone Roses (1989)
2. Personality Crisis – 3:57 (David Johansen, Johnny Thunders) – New York Dolls (1973)
3. Frances Farmer Will Have Her Revenge on Seattle – 4:14 (Kurt Cobain) – Nirvana (1993)
4. Let Down – 6:05 (Thom Yorke, Jonny Greenwood, Ed O'Brien, Colin Greenwood, Phil Selway) – Radiohead (1997)
5. Into Your Arms – 2:49 (Robyn St. Clare) – The Lemonheads (1993)
6. Dead Flowers – 4:36 (Mick Jagger, Keith Richards) – The Rolling Stones (1971)
7. Waitin' for a Superman – 4:18 (Wayne Coyne, Michael Ivins, Steven Drozd) – The Flaming Lips (1999)
8. Revolution (Stone Temple Pilots version) – 3:37 (John Lennon, Paul McCartney) – The Beatles (1968)
9. But Not Tonight – 4:50 (Martin Gore) – Depeche Mode (1986)
10. Reel Around the Fountain – 5:18 (Morrissey, Johnny Marr) – The Smiths (1984)
11. Fame – 3:26 (David Bowie, Carlos Alomar, John Lennon) – David Bowie (1975)
12. The Jean Genie – 4:19 (David Bowie) – David Bowie (1973)

## Formazione
- Scott Weiland – voce, tastiera, piano
- Doug Grean – chitarra e basso (eccetto traccia 8)
- Adrian Young – percussioni (eccetto traccia 8)
- Michael Weiland – batteria (eccetto traccia 8)
- Matt O'Connor – batteria e percussioni (eccetto traccia 8)
- Dean DeLeo – chitarra (traccia 8)
- Robert DeLeo – basso (traccia 8)
- Eric Kretz – batteria (traccia 8)